# Кронин, Джо
Джозеф Эдвард Кронин (англ. Joseph Edward Cronin, 12 октября 1906, Сан-Франциско, Калифорния — 7 сентября 1984, Остервилл, Массачусетс) — американский бейсболист и тренер, играл на позиции шортстопа. Выступал в Главной лиге бейсбола с 1926 по 1945 год. После завершения карьеры работал в руководстве «Бостон Ред Сокс». С 1958 по 1973 год был президентом Американской лиги.
Семь раз принимал участие в Матче всех звёзд лиги. Номер 4, под которым он выходил на поле, выведен из обращения в клубе «Бостон Ред Сокс». В 1956 году Джо был избран в Национальный бейсбольный Зал славы.

## Биография

### Ранние годы
Джозеф Эдвард Кронин родился 12 октября 1906 года в Сан-Франциско. Его отец Джеремайя приехал в США из Ирландии в конце 1880-х годов. Кроме Джо в семье было ещё два старших сына — Рэймонд и Джеймс. Дом семьи сгорел после землетрясения и только в начале 1907 года они получили новое жильё в районе Эксельсиор на юге города. 
В заново отстраивающемся городе сооружалось много спортивных площадок. Джо с детства играл в футбол, занимался лёгкой атлетикой. В 1920 году, когда ему было четырнадцать, он стал чемпионом города по теннису в своей возрастной категории. Главным видом спорта для него был бейсбол, который пользовался популярностью в Сан-Франциско, несмотря на отсутствие команды Главной лиги бейсбола. 
В 1922 году Кронин стал победителем чемпионата города в составе команды школы Мишн-Хай. Вместе с ним учился и играл Уолли Бергер, который в будущем стал звездой бейсбола. На следующий год здание сгорело и Джо перевёлся в католическую школу Пресвятого Сердца. Там он продолжил занятия спортом, а свободное время подрабатывал судьёй на баскетбольных матчах. Школу он окончил в 1924 году. Оклендский Колледж Святой Марии предлагал Джо спортивную стипендию, но он не проявлял большого интереса к дальнейшей учёбе. Кроме того, спортивная карьера могла позволить ему финансово помогать своей семье. К этому времени он играл за полупрофессиональную команду из Напы, пригорода Сан-Франциско..
Осенью президент клуба «Сан-Франциско Силс» Чарли Грэм предложил Джо контракт на следующий год с заработной платой 300 долларов в месяц. Играть в команде из родного города было его детской мечтой. Тогда же его заметил скаут «Питтсбург Пайрэтс» Джо Девайн. Он легко перебил предложение Грэма, пообещав 400 долларов в месяц и 200 долларов бонуса за подписание контракта. Посоветовавшись с родителями, Кронин принял предложение Девайна. Весной он отправился на предсезонные сборы в Пасо-Роблес. Затем его перевели в состав фарм-клуба «Джонстаун Джоннис». За команду Джо сыграл в девяносто девяти матчах, отбивая с показателем 31,3 %, сделав одиннадцать триплов и восемнадцать даблов. В конце чемпионата Кронина и его соседа по комнате Эдди Монтегю вызвали в основной состав «Пайрэтс». Они тренировались вместе с командой и были на скамье запасных когда «Питтсбург» одержал победу в Мировой серии. На время межсезонья Джо вернулся в Сан-Франциско, где занимался судейством любительских матчей и играл за команду, принадлежавшую строительному магнату Делу Уэббу.

### Главная лига бейсбола
«Пайрэтс» обладали одним из самых сильных составов в лиге и Джо должен был конкурировать за место в составе с Гленном Райтом и Паем Трейнором. Весной он ездил вместе с командой на игры, четыре раза выходил на замену, отличившись двумя хитами. Затем его отправили в фарм-клуб в Нью-Хейвен. В играх Восточной лиги Кронин отбивал с показателем 32,0 % и в середине лета его вернули в основной состав «Питтсбурга». В концовке сезона он сыграл в тридцати восьми матчах, выходя на поле на непривычной для себя позиции на второй базе.
В 1927 году команду возглавил новый тренер Дони Буш. Он предпочитал видеть в составе Джорджа Грантема и Джо сыграл всего в двенадцати матчах чемпионата. Питтсбург выиграл Национальную лигу, но он был недоволен своей ролью в команде и надеялся на переход. После весенних сборов 1928 года Кронина продали в «Канзас-Сити Блюз», команду Американской ассоциации. 

#### Вашингтон Сенаторз
В новой команде Джо играл на третьей базе, пытаясь набрать игровую форму после почти года без игровой практики. В июле его показатель отбивания составлял всего 24,5 %. Он опасался, что его могут отправить в лигу ниже уровнем. В то же время скаут клуба «Вашингтон Сенаторз» Джо Энгел совершал рабочую поездку по Среднему Западу. Он знал Кронина по игре за «Пайрэтс» и предложил ему контракт. За переход «Сенаторз» заплатили 7,5 тысяч долларов.
В составе «Вашингтона» Джо поначалу был запасным, но ближе к концу сезона играл всё чаще. До конца чемпионата 1928 года он сыграл в шестидесяти трёх матчах, не лучшим образом отбивая, но блестяще действуя в защите на месте шортстопа. Перед следующим сезоном в команде сменился тренер, но Кронин смог завоевать доверие Уолтера Джонсона и провёл на поле сто сорок пять игр. Он отбивал с показателем 28,2 %, выбил восемь хоум-ранов и двадцать девять даблов. В защите Джо допустил шестьдесят две ошибки, что было связано с его агрессивной манерой броска. К концу 1929 года Джо Кронин был одним из самых ярких молодых бейсболистов в лиге.
Он продолжил прогрессировать в следующем сезоне и стал лучшим шортстопом того времени. В чемпионате 1930 года Джо отбивал с показателем 34,6 %, выбив двести три хита и набрав сто двадцать шесть RBI. По итогам года спортивные журналисты назвали его самым ценным игроком лиги, но официальный статус эта награда получила только в следующем сезоне. Журнал Sporting News также признал Кронина игроком года.
Джо был одним из доминирующих игроков лиги. В сезоне 1931 года он выбил двенадцать хоум-ранов и набрал сто двадцать шесть RBI. На следующий год, часть которого он пропустил после перелома пальца, Кронин отбил восемнадцать триплов, став лучшим в лиге по этому показателю. «Вашингтон» третий год подряд одержан не менее девяноста побед, но ни разу не сумел выйти в Мировую серию. После этого владелец команды Кларк Гриффит уволил Джонсона и, к удивлению многих, выбрал в качестве нового главного тренера Джо Кронина, которому было всего двадцать шесть лет.
В 1933 году Джо ответил сомневающимся своей игрой. Он отбивал с показателем 30,9 %, выбил сорок пять даблов и набрал сто восемнадцать RBI. «Сенаторз» одержали девяносто девять побед и вышли в Мировую серию, где проиграли «Нью-Йорк Джайентс». Кронин стал самым молодым тренером, выведшим команду в финал. После такого успеха сезон 1934 года оказался неудачным. Сам Джо только в конце мая начал играть на своём уровне, а «Вашингтон» опустился на седьмое место в таблице. В сентябре, после столкновения с питчером «Бостона» Уэсом Ферреллом, Кронин сломал руку. Приятным событием для него стала свадьба с Милдред Робертсон, племянницей и секретарём Кларка Гриффита. За будущей супругой Джо ухаживал с момента перехода в «Сенаторз».

#### Бостон Ред Сокс
Когда пара находилась в свадебном путешествии в Сан-Франциско, Кронин получил сообщение от Гриффита. «Ред Сокс» предложили за Джо 250 тысяч долларов и Лина Лэри. В годы Великой депрессии это была астрономическая сумма и Джо Кронин стал Алексом Родригесом своего времени. В Бостоне ему обещали должность играющего тренера с зарплатой 30 тысяч долларов в год (по другим данным — 50 тысяч).
После этой сделки клуб получил от журналистов прозвища «Голд Сокс» и «Миллионеры». На команду давил груз больших ожиданий. Кроме того, опытные ветераны, такие как Феррелл и Лефти Гроув, не желали подчиняться Кронину, который был намного моложе. В одной из игр в июле 1936 года Феррелл демонстративно отказался подавать, пока разминавшийся запасной питчер не сядет на своё место. На вопрос журналиста о возможном штрафе, Уэс ответил, что готов сломать Кронину челюсть при следующей встрече. Билл Вербер проклинал тренера прямо во время игры и уходил с поля. Джо не получал поддержки со стороны владельца клуба Тома Йоуки и генерального менеджера Эдди Коллинза. Йоуки закрывал глаза на скандальные интервью Гроува, с которым он часто выезжал на охоту. В 1937 году из команды ушёл Феррелл, но его место были приобретены не менее скандальные Бобо Ньюсом и Бен Чапмен. 
В 1936 году «Ред Сокс» выглядели претендентами на победу в лиге, но заняли лишь шестое место. Джо снова травмировал палец и пропустил половину игр чемпионата. Он набрал лишний вес и многие стали сомневаться в его возможности продолжать игровую карьеру. Кронин ответил критикам в следующем сезоне, отбивая с показателем 30,7 % и набрав 110 RBI. В 1938 году он стал лучшим в лиге по числу выбитых даблов. «Бостон» завершил чемпионат с восемьюдесятью восемью победами — лучшим результатом за последние двадцать лет. В следующие пять лет «Ред Сокс» четыре раза занимали второе место, уступая «Нью-Йорк Янкис» — одной из самых выдающихся команд в истории бейсбола. 
С 1942 года Джо начал всё реже выходить на поле. В «Бостон» на месте шортстопа его заменил Джонни Пески. В апреле 1945 года Кронин сломал ногу в игре с «Янкис» и в конце сезона закончил карьеру игрока. Новое поколение игроков «Ред Сокс», среди которых были Тед Уильямс и Бобби Дорр, относились к заслугам Джо с куда большим уважением. За свою карьеру он принял участие в семи Матчах всех звёзд, в том числе трёх первых в истории. В игре 1934 года он также был тренером команды Американской лиги. 

#### Функционер

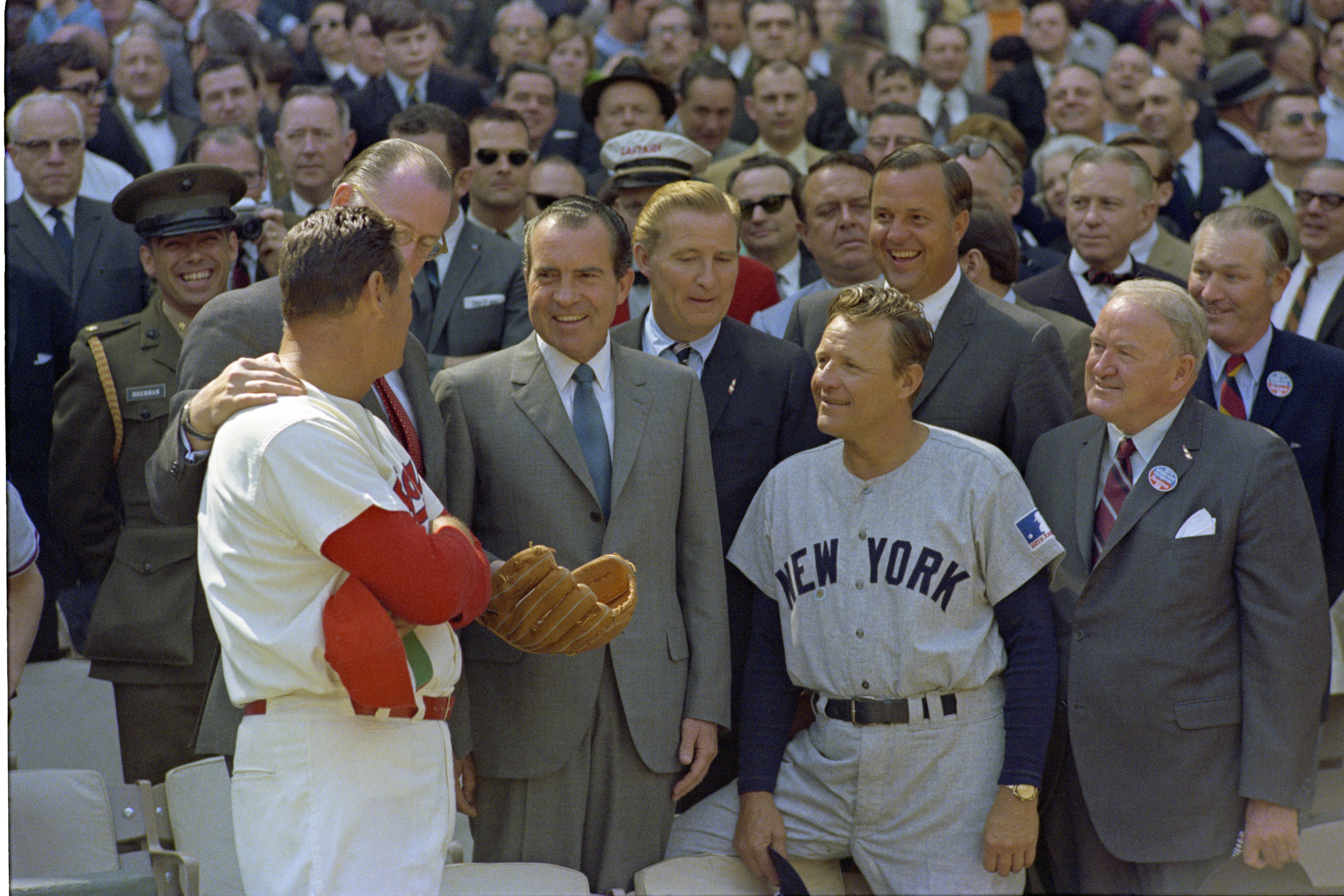
День открытия сезона 1969 года. Слева направо: Тед Уильямс, Боуи Кун, Ричард Никсон, Ральф Хаук, Джо Кронин.

Закончив выступления, Кронин ещё два года работал на посту главного тренера команды. В 1946 году он вывел «Бостон» в Мировую серию, закончившуюся поражением от «Сент-Луис Кардиналс» в семи играх. После окончания сезона 1947 года Джо сменил Эдди Коллинза на посту генерального менеджера клуба. В руководстве «Ред Сокс» Кронин проработал одиннадцать лет. За это время команда превратилась из претендента на титул в середняка чемпионата. Одной из проблем клуба было предвзятое отношение к чернокожим игрокам. «Ред Сокс» имели возможность пригласить в состав Джеки Робинсона в 1945 году и Уилли Мейса в 1949, но отказались от неё. До 1958 года, когда Джо ушёл из клуба, в Главной лиге бейсбола сыграло более ста чернокожих спортсменов, одиннадцать из которых позднее вошли в Зал славы. За «Бостон» не сыграл ни один из них.
В 1958 году Кронин занял место президента Американской лиги, сменив на этом посту Уилла Хэрриджа. После этого офис лиги был перенесён из Чикаго в Бостон. У Джо с Милдред к тому моменту было уже четверо детей и два дома в окрестностях города. В этой должности он проработал пятнадцать лет, за которые число участников лиги расширилось с восьми до двенадцати, а четыре команды осуществили переезды в другие города. В 1966 году Кронин нанял на работу Эмметта Эшфорда, ставшего первым чернокожим ампайром в МЛБ. Два раза он был претендентом на должность комиссара Главной лиги бейсбола. Свой пост он оставил в 1973 году, когда комиссар Боуи Кун объявил о намерении перевести офисы обеих лиг в Нью-Йорк.
Он также положил начало сотрудничеству «Ред Сокс» и благотворительного фонда Джимми, поддерживающего исследования в области онкологии. 
7 сентября 1984 года Джо Кронин скончался от рака в своём доме в Остервилле. Похоронен на кладбище святого Франциска Ксаверия в Барнстабле.

### Память
В 1956 году Джо Кронин был избран в Национальный бейсбольный Зал славы. 29 мая 1984 года клуб вывел из обращения номер 4, под которым он выходил на поле. Церемония была перенесена на более ранний срок, чтобы серьёзно болевший Джо смог лично её посетить. Его номер стал одним из двух первых, выведенных командой из обращения.